# 37-й гвардейский стрелковый корпус
37-й гвардейский стрелковый корпус — войсковое соединение РККА во время Великой Отечественной войны и в послевоенные годы.

## Формирование и участие в Великой Отечественной войне
Корпус сформирован в Московской области 19.01.1944 года.
В действующей армии с 17.06.1944 года по 09.08.1944 года и с 21.02.1945 года по 11.05.1945 года.
До июня 1944 дислоцировался в Московской области, переброшен на рубеж реки Свирь для участия в Свирско-Петрозаводской операции, 11-15.06.1944 года выгрузился на станциях Паша и Оять Ленинградской области, и сосредоточился в 40 километрах южнее Лодейного Поля.
Введён в бой 21.06.1944 года в ударной группе армии, на левом фланге армии переправился через Свирь, наступал в направлении на Кондуши, имея в первой линии 98-ю и 99-ю гвардейские стрелковые дивизии, во втором эшелоне 100-ю гвардейскую дивизию. В первый же день наступления вклинился в оборону на 8 километров. Соединения корпуса имели указание, минуя главные опорные пункты финнов, не ввязываться в бой крупными силами, проникая им за спину.
25.06.1944 года части корпуса перерезали дорогу Олонец — Петрозаводск, и в этот же день освободили Олонец, 26.06.1944 населённый пункт Нурмалица. К 01.07.1944 года вышли к реке Видлица в районе Ива-Сельга, Большие Горы, 02.07.1944 года начали форсировать её, 04.07.1944 года подошли к реке Тулемайоки, в связи с упорным сопротивлением финских войск части корпуса смогли форсировать реку только к 07.07.1944 затем смогли продвинуться только на 15-20 километров, с 11.07.1944 года пытался наступать, но уже не смог и 13.07.1944 года части корпуса перешли к обороне в районе Кителя — Леметти
14.07.1944 года корпус передал оборону частям укреплённого района, и начал вывод частей в район Хаппонен, Котоярввен, но на марше был остановлен и возвращён в связи с прорывом финских войск. Держал оборону до августа 1944 года, убыл в район Лодейного Поля для посадки в эшелоны.
Вплоть до января 1945 года находился в резерве, дислоцировался в городе Могилёв. За это время был переформирован 11.08.1944 года в 37-й гвардейский воздушно-десантный корпус и 18.12.1944 вновь в 37-й гвардейский стрелковый корпус.
18.01.1945 корпус направлен в Венгрию
В феврале 1945 года прибыл под Будапешт, где части корпуса 21.02.1945 года вступили в бой, отражая наступление вражеских войск, затем перешли в наступление в общем направлении на Вену, по северному берегу Балатона, принял участие в освобождении 23.03.1945 года Веспрема, 28.03.1945 Шарвара, 29.03.1945 Сомбателя, Девечера, форсировал реку Раба, вступил на территорию Австрии.
C 13.03.1945 по 12.05.1945 года корпус прошёл с боями 305 километров.
При взятии Вены корпус с 01.04.1945 года обеспечивал действия ударной группировки с запада и юго-запада, ему была поставлена задача был усиленными гарнизонами занять населённые пункты противника Хайнфельц, Гутенштейн, Пухберг, Глогниц, на фронте, протяжённостью 85 километров. 02.04.1945 части корпуса участвовали в освобождении городов Винер-Нойштадт, Глогница, Нойнкирхена. После взятия Вены, корпус двинулся в Австрийские Альпы
Последние бои корпус вёл с 08.05.1945 года преследуя отступавшую группировку Шёрнера.

## Послевоенное время
После войны корпус был выведен в СССР и дислоцирован в Приморском крае. Корпус входил в состав 1-й отд. Краснознамённой армии. Штаб корпуса — село Монастырище. В состав корпуса входили 13-я гвардейская, 98-я гвардейская, 99-я гвардейская воздушно-десантные дивизии. В 1956 году корпус был расформирован.

## Полное наименование
37-й гвардейский стрелковый Свирский Краснознамённый корпус

## Боевой состав
| Дата       | Фронт                    | Армия                 | В составе (стрелковые) | Другие части, в том числе приданные | Примечания                                                |
| ---------- | ------------------------ | --------------------- | --- | --- | --------------------------------------------------------- |
| 01.02.1944 | Московский военный округ | -                     | 98-я гвардейская стрелковая дивизия 99-я гвардейская стрелковая дивизия 100-я гвардейская стрелковая дивизия                         | - |                                                           |
| 01.03.1944 | Московский военный округ | -                     | 98-я гвардейская стрелковая дивизия 99-я гвардейская стрелковая дивизия 100-я гвардейская стрелковая дивизия                         | - |                                                           |
| 01.04.1944 | Московский военный округ | -                     | 98-я гвардейская стрелковая дивизия 99-я гвардейская стрелковая дивизия 100-я гвардейская стрелковая дивизия                         | - |                                                           |
| 01.05.1944 | Московский военный округ | -                     | 98-я гвардейская стрелковая дивизия 99-я гвардейская стрелковая дивизия 100-я гвардейская стрелковая дивизия                         | - |                                                           |
| 01.06.1944 | Московский военный округ | -                     | 98-я гвардейская стрелковая дивизия 99-я гвардейская стрелковая дивизия 100-я гвардейская стрелковая дивизия                         | - |                                                           |
| 01.07.1944 | Карельский фронт         | 7-я армия             | 98-я гвардейская стрелковая дивизия 99-я гвардейская стрелковая дивизия 100-я гвардейская стрелковая дивизия                         | 144-й отдельный гвардейский батальон связи 128-й отдельный гвардейский сапёрный батальон 2957-я полевая почтовая станция |                                                           |
| 01.08.1944 | Карельский фронт         | 7-я армия             | 98-я гвардейская стрелковая дивизия 99-я гвардейская стрелковая дивизия 100-я гвардейская стрелковая дивизия                         | 144-й отдельный гвардейский батальон связи 128-й отдельный гвардейский сапёрный батальон 2957-я полевая почтовая станция |                                                           |
| 01.09.1944 | Резерв Ставки ВГК        | -                     | 98-я гвардейская воздушно-десантная дивизия 99-я гвардейская воздушно-десантная дивизия                                              | - |                                                           |
| 01.10.1944 | Резерв Ставки ВГК        | -                     | 98-я гвардейская воздушно-десантная дивизия 99-я гвардейская воздушно-десантная дивизия                                              | - |                                                           |
| 01.11.1944 | Резерв Ставки ВГК        | -                     | 98-я гвардейская воздушно-десантная дивизия 99-я гвардейская воздушно-десантная дивизия                                              | - | в составе созданной гвардейской воздушно-десантной армии. |
| 01.12.1944 | Резерв Ставки ВГК        | -                     | 98-я гвардейская воздушно-десантная дивизия 99-я гвардейская воздушно-десантная дивизия                                              | - |                                                           |
| 01.01.1945 | Резерв Ставки ВГК        | -                     | 98-я гвардейская воздушно-десантная дивизия 99-я гвардейская воздушно-десантная дивизия 103-я гвардейская воздушно-десантная дивизия | - |                                                           |
| 01.02.1945 | Резерв Ставки ВГК        | 9-я гвардейская армия | 98-я гвардейская стрелковая дивизия 99-я гвардейская стрелковая дивизия 103-я гвардейская стрелковая дивизия                         | - |                                                           |
| 01.03.1945 | 2-й Украинский фронт     | 9-я гвардейская армия | 98-я гвардейская стрелковая дивизия 99-я гвардейская стрелковая дивизия 103-я гвардейская стрелковая дивизия                         | 61-я гвардейская корпусная артиллерийская бригада 144-й отдельный гвардейский батальон связи 128-й гвардейский отдельный сапёрный батальон 1513-й самоходно-артиллерийский полк 319-й гвардейский миномётный полк реактивной артиллерии 44-й отдельный гвардейский зенитный артиллерийский дивизион 2957-я полевая почтовая станция 578-я полевая авторемонтная база |                                                           |
| 01.04.1945 | 3-й Украинский фронт     | 9-я гвардейская армия | 98-я гвардейская стрелковая дивизия 99-я гвардейская стрелковая дивизия 103-я гвардейская стрелковая дивизия                         | 61-я гвардейская корпусная артиллерийская бригада 144-й отдельный гвардейский батальон связи 128-й гвардейский отдельный сапёрный батальон 1513-й самоходно-артиллерийский полк 319-й гвардейский миномётный полк реактивной артиллерии 44-й отдельный гвардейский зенитный артиллерийский дивизион 2957-я полевая почтовая станция 578-я полевая авторемонтная база |                                                           |
| 01.05.1945 | 3-й Украинский фронт     | 9-я гвардейская армия | 98-я гвардейская стрелковая дивизия 99-я гвардейская стрелковая дивизия 103-я гвардейская стрелковая дивизия                         | 61-я гвардейская корпусная артиллерийская бригада 144-й отдельный гвардейский батальон связи 128-й гвардейский отдельный сапёрный батальон 1513-й самоходно-артиллерийский полк 319-й гвардейский миномётный полк реактивной артиллерии 44-й отдельный гвардейский зенитный артиллерийский дивизион 2957-я полевая почтовая станция 578-я полевая авторемонтная база |                                                           |

## Командование

### Командиры
- Миронов, Павел Васильевич (с 19.01.1944 по 27.03.1946), генерал-лейтенант
- Морозов, Павел Иванович (с 28.03.1946 по 04.04.1947), генерал-майор[1]
- Бондарев, Андрей Леонтьевич (с 05.04.1947 по 15.04.1950), генерал-лейтенант
- Маргелов, Василий Филиппович (с 15.04.1950 по май 1952), генерал-майор
- Голованов, Александр Евгеньевич (с мая 1952 по апрель 1953), главный маршал авиации
- Маргелов, Василий Филиппович (с апреля 1953 по 31.05.1954), генерал-майор, с августа 1953 — генерал-лейтенант
- Рябов, Пётр Михайлович (с июля 1954 по март 1956), генерал-майор[2]

### Начальники штаба
- Буковский, Сергей Иванович ( И О  с января 1944 года),полковник
- Рябов, Пётр Михайлович (с апреля 1950 по апрель 1952), полковник
- Савчук, Валерий Иванович (с апреля 1952 по ноябрь 1953), генерал-майор

## Награды и наименования
| Награда (наименование)           | Дата                | За что награждён |
| -------------------------------- | ------------------- | --- |
| Почётное наименование «Свирский» | 2 июля 1944 года    | за отличие в боях в Свирско-Петрозаводской операции. |
| Орден Красного Знамени           | 26 апреля 1945 года | За образцовое выполнение заданий командования в боях с немецкими захватчиками при овладении городами Сомбатхей, Капувар, Кёсег и проявленные при этом доблесть и мужество. |